# Mysidopsis furca
Mysidopsis furca är en kräftdjursart som beskrevs av Bowman 1957. Mysidopsis furca ingår i släktet Mysidopsis och familjen Mysidae. Inga underarter finns listade i Catalogue of Life.